# Mary L. Droser
Mary L. Droser est une paléontologue américaine.

## Enfance
Mary Droser affirme que c'est en passant les étés avec sa famille à Shelter Island, dans l'État de New York, qu'elle commence à s'intéresser au monde naturel. Elle déclare : "À l'âge de 5 ans, j'ai annoncé que je voulais être biologiste marin, puis à 10 ans, j'avais décidé de devenir géologue". Elle a poursuivi des études de géologie à l'université de Rochester et à l'Université de Binghamton, puis obtient un doctorat en paléontologie à l'université de Californie du Sud,.

## Carrière
En 2008, la découverte par Mary Droser du fossile Funisia dorothea est publiée dans la revue Science. Funisia est un genre monospécifique d'animaux ressemblant à des vers verticaux qui vivaient il y a 555 millions d'années. Droser découvre l'espèce en Australie. Funisia est salué comme la première espèce connue à se reproduire sexuellement. Elle nomme l'espèce en l'honneur de sa mère, Dorothy Droser, en disant : "Elle m'a accompagnée sur les fouilles, fait toute la cuisine et s'est occupée des enfants. Cela semblait être la bonne chose à faire",.
Mary Droser nomme également le fossile Obamus, d'après le président Barack Obama. En 2018, alors qu'elle explore les Flinders Ranges, au nord d'Adélaïde, l'équipe de Droser trouve le fossile vieux de 550 millions d'années. Droser explique que la créature ressemblait à une oreille, un trait distinctif d'Obama, et l'a donc nommée en l'honneur de l'ancien président. Lors du même voyage, l'équipe découvre également le fossile Attenborites janeae, que Droser nomme en l'honneur du naturaliste David Attenborough.

## Prix
- 1997, The Charles Schuchert Award décerné par la Paleontological Society à une personne de moins de 40 ans dont le travail reflète l'excellence et la promesse dans la science de la paléontologie[8].
- 2020, Doctoral Dissertation Advisor/Mentor Award de l'université de Californie, Riverside[9].
- 2022, NAS Award in Early Earth and Life Sciences - Charles Doolittle Walcott Medal[10].